# Vannella aberdonica
Vannella aberdonica is een soort in de taxonomische indeling van de Amoebozoa. Deze micro-organismen zijn eencellig en meestal rond de 15-40 mm groot. Het organisme komt uit het geslacht Vannella en behoort tot de familie Vannellidae. Vannella aberdonica werd in 1980 ontdekt door Page.